# Trisetella triglochin
Trisetella triglochin là một loài thực vật có hoa trong họ Lan. Loài này được (Rchb.f.) Luer miêu tả khoa học đầu tiên năm 1980.